# Cees Wilkeshuis
Cornelis (Cees) Wilkeshuis (Harlingen, 9 december 1896 - Deventer, 30 april 1982) was een Nederlandse onderwijzer en schrijver. Hij doorliep een lagere school in Harlingen waar in dezelfde jaren ook de latere schrijvers Simon Vestdijk en K. Norel onderwijs genoten.
Wilkeshuis schreef 72 boeken, waarvan 56 kinderboeken. Hij bedacht de verhalen voor het kinderprogramma 'Rikkel Nikkel, De Avonturen Van Een Robot' dat in 1961 en 1962 op de Nederlandse televisie werd uitgezonden.
In 1963 won Cees Wilkeshuis de Gulden Adelaar, de cultuurprijs van de gemeente Deventer. In deze gemeente is ook een openbare basisschool naar hem vernoemd.